# Кот, который умел петь
«Кот, который умел петь» — советский рисованный мультфильм, который создал в 1988 году режиссёр Натан Лернер по мотивам одноимённой сказки известной писательницы Людмилы Петрушевской.

## Сюжет
Кот тщетно пытается добиться внимания возлюбленной кошки с помощью пения, но та не обращает внимания, поскольку слишком занята просмотром различных телепередач. Кот решает попасть на телевидение и выступить со своей песней там, но ему постоянно высказывают претензии — «с хвостами не берём», «с какой стати у вас лицо полосатое», а на последнее замечание по поводу «меховых варежек» Кот злится и показывает когти. После этого ему категорически отказывают в показе, на что Кот отвечает, что испортит тогда всё телевидение.
Вечером того же дня он приводит свою угрозу в действие — начинает бегать по крыше дома, где живёт Кошка, с громкими криками ломая антенны и кабели, из-за чего изображение в телевизорах переворачивается то набок, то вверх тормашками, а некоторые телевизоры и вовсе ломаются. Из-за этого все жители выходят на улицу, в том числе и Кошка. Увидев её, Кот впервые с ней заговаривает, и они начинают совместную прогулку, в ходе который он спел ей все песни, какие хотел.

## Съёмочная группа
- Автор сценария: Людмила Петрушевская
- Кинорежиссёр: Натан Лернер
- Художники-постановщики: Владимир Зуйков, Аркадий Шер
- Композитор: Михаил Меерович
- Кинооператор: Кабул Расулов
- Звукооператор: Борис Фильчиков
- Художники-мультипликаторы: Эльвира Маслова, Олег Сафронов, Марина Рогова, Андрей Игнатенко, Владимир Вышегородцев, Александр Панов
- Художники: Марина Игнатенко, Елена Гагарина, Людмила Бирюкова
- Ассистент режиссёра: Ирина Литовская
- Монтаж: Н. Снесарева
- Редактор: Наталья Абрамова
- Директор съёмочной группы: Любовь Бутырина

## Роли озвучивали
- Александр Леньков — кот
- Наталия Ченчик — строгая работница телецентра
- Зоя Пыльнова — диктор программы «Спокойной ночи, малыши!»
- Эдуард Назаров — рассказчик

## Отзывы
Такие фильмы как «Плюх и Плих» (1984) по Бушу-Хармсу, «Сонное царство» из серии «КОАПП» (1985), «Кот, который умел петь» (1988), «Сказка» (1991, по Хармсу), «Счастливый принц» (1992) по праву вошли в золотую фильмотеку советской мультипликации. В эти годы режиссёра Лернера уже охотно приглашали работать и на «Союзмультфильм», и в «Экран», для него писали сценарии такие прославленные авторы как Александр Курляндский и Аркадий Хайт, Эдуард Успенский, Людмила Петрушевская, Марина Вишневецкая.
— Наталия Венжер «Наши мультфильмы»

## Издание на DVD
- «Кот и компания. Сборник мультфильмов», дистрибьютор: «Крупный План»[2]
- «В мире сказок. Сборник мультфильмов», Выпуск 7: «Крупный План»[3]